# FC Mamer 32
Der FC Mamer 32 ist ein luxemburgischer Fußballverein aus Mamer, der in der Saison 2006/07 in der höchsten luxemburgischen Liga, der Nationaldivision, spielte. Die Vereinsfarben sind rot und weiß. Seine Heimspiele trägt der Verein im 2600 Zuschauer fassenden „Stade Francois Trausch“ aus.

## Geschichte
Der Verein wurde im Jahre 1932 als „Jeunesse Mamer“ gegründet. 1933 erfolgte die Umbenennung in den heutigen Namen FC Mamer 32. 1940 wurde der Verein während der deutschen Besatzung in „FK Mamer“ zwangsumbenannt und 1944 wieder in FC Mamer 32 rückumbenannt.
Seit seiner Gründung spielte der Klub fast ausschließlich unterklassig. Lediglich in den Spielzeiten 1954/55 sowie 2000/01 gab der Klub ein kurzes Gastspiel in der Ehrenpromotion. Zur Saison 2005/06 kehrte Mamer in die Zweitklassigkeit zurück und belegte auf Anhieb den vierten Platz, der zur Teilnahme an einem Barragespiel um den Aufstieg in die Nationaldivision berechtigte. Durch ein 4:3 n. E. gegen US Rümelingen in Schifflingen gelang mit dem erstmaligen Aufstieg in Erstklassigkeit der bis dato größte Erfolg des Vereins.
Die Saison 2006/07 beendete Mamer mit nur einem Sieg als Tabellenletzter und musste wieder in die Ehrenpromotion absteigen. In der folgenden Saison wurde Mamer Drittletzter und wurde nach einem 0:3 im Barragespiel gegen AS Colmar/Berg in die 1. Division durchgereicht. In der Saison 2010/11 gelang durch einen 1:0-Sieg nach Verlängerung im Barragespiel gegen den FC Green Boys 77 Harlange-Tarchamps der Aufstieg in die Ehrenpromotion. Nach dem Abstieg 2013 gelang als Meister der 1. Division – 1. Bezirk der direkte Wiederaufstieg.
Am Ende der Saison 2017/18 schaffte Mamer durch ein 1:0 in der Nachspielzeit des Barragespiels gegen den FC Lorentzweiler den Klassenerhalt. Die Saison 2021/22 schloss der Klub auf Platz 4 ab. Den Aufstieg in die BGL Ligue verpasste Mamer durch ein 4:6 n. E. im Barragespiel gegen US Hostert nur knapp.
In der Saison 2024/25 sicherte sich Mamer am 28. Spieltag durch ein 4:0 gegen den FC Avenir Beggen vorzeitig die Meisterschaft in der Ehrenpromotion und den Aufstieg in die BGL Ligue.

## Frauenfußball
Die erfolgreichste Abteilung des FC Mamer 32 ist die Frauenfußballabteilung. Der Verein holte sich in der Saison 2008/09 zum vierten Mal in Folge das Double. In der Liga blieb Mamer ungeschlagen und gewann 17 von 18 Partien, am Ende hatte man 8 Punkte Vorsprung auf Vize-Meister Jeunesse Junglinster. Auch im Pokalfinale konnte man sich gegen die Junglinster durchsetzen und gewann nach einem 0:2-Rückstand noch mit 4:2. Es war der fünfte Pokalsieg in Folge für Mamer. 2017 folgte dann Pokalsieg Nummer sechs.

### Erfolge
- Luxemburgischer Meister 2005/06, 2006/07, 2007/08 und 2008/09
- Luxemburgischer Pokalsieger 2004/05, 2005/06, 2006/07, 2007/08, 2008/09 und 2016/17

## Bekannte Spieler

Altes Logo

- Anne Bourg
- Tania Matos Grade
- Joël Pedro
- Jacques Plein
- Laurent Schonckert
- Amy Thompson